# Asphodelus
- Commons
- Wikispecies

Asphodelus L. é um género botânico pertencente à família Asphodelaceae. São plantas bulbosas, de flores vistosas e caule comestível. 

## Sinonímia
- Glyphosperma S. Watson

## História
As espécies de Asphodelus são nativas da Europa, conhecidas desde a Antiguidade. Na Grécia é associada às regiões dos mortos, talvez pela cor cinza de suas folhas. Textos antigos a associam a Perséfone.

## Espécies
| - Asphodelus acaulis - Asphodelus aestivus - Asphodelus albus - Asphodelus ayardii - Asphodelus bento-rainhae - Asphodelus cerasiferus - Asphodelus chambeironi - Asphodelus damascene - Asphodelus gracilis | - Asphodelus fistulosus - Asphodelus lusitanicus - Asphodelus luteus - Asphodelus ramosus - Asphodelus refractus - Asphodelus roseus - Asphodelus serotinus - Asphodelus tenuifolius - Asphodelus viscidulus |

- Lista completa

## Classificação do gênero
| Sistema | Classificação                     | Referência               |
| ------- | --------------------------------- | ------------------------ |
| Linné   | Classe Hexandria, ordem Monogynia | Species plantarum (1753) |